# Олег
Оле́г— чоловіче ім'я. Було одним із дохристиянських імен Рюриковичів, потім протягом тривалого часу не використовувалося[джерело не вказане 801 день]. Повернулося в ужиток наприкінці XIX ст. Жіноча форма — Ольга.
Українські зменшені форми — Олежко, Олькó, Олежик, Олежка, Олежа[джерело не вказане 801 день].

## Етимологія

### Норманська версія
За найпоширенішою версією, ім'я Олег (д.-рус. Ольгъ) — слов'янізована форма скандинавського імені Хел(ь)ґі (норв. Hailaga, швед. Hélgi), утвореного від helgi («святий», «священний»). Заміна початкового *hel- на ol- могла відбутися відповідно до фонетичних законів східнослов'янських діалектів.
Існують й інші версії походження імені. Польський мовознавець Станіслав Роспонд у своїй роботі «Структура та класифікація східнослов'янських антропонімів» відносить ім'я Олег до ряду інших східнослов'янських антропонімів, а саме «до іменних архетипів, що не зустрічаються де-небудь в іншому місці». «Деякі з цих архетипів — пише Роспонд, — підтверджуються античними джерелами… Сюди ж варто додати неправильно визнані нордичними форми Олег ', Ольга, Ігор, Г'лѣб', Улѣб', Дулѣб'». Давньоруське Ольгъ також порівнюють з лит. Alg, жін. рід Alga («дар», «винагорода»), звідки походить і Algirdas («Ольгерд»)[джерело?].

### Слов'янська версія
- Можлива спорідненість зі слов'янським словами «льгк», «ольгчити», «ольгчатися», «льгота», «вольгота», «вольготний» могла б вказувати на таке значення імені Олег — вільний; той, хто звільняє[джерело?].
- У слов'янських мовах зафіксовані імена Oleg (Oley) (чеськ. у 1088 р.), Olek (Welek), топоніми Ologast, Wolegast, Wolgast та ін.[2].
- У руських билинах згадується ім'я Вольга чи Волх.
- Невідомо жодного випадку, коли хтось із числе́нних руських Олегів звався б у будь-якому джерелі «Хел(ь)ґі», чи, навпаки, якийсь відомий у джерелах Хел(ь)ґі був відомий у руських літописах як «Олег»[джерело?].
- Жодне скандинавське джерело нічого не знає про Віщого Олега. Натомість, слово «віщий» має спільний корінь зі слов'янськими словами «звіщати», «провіщати», «вість», «звістка»[джерело?].

### Балтська версія
Існують імена литовського походження, що мають той же корінь: Ольгерд, Ольгимонт (у латиській та литовській мовах у формах «Algirdis», «Algimantas»). Слово «algas» у балтських мовах означає «винагорода»[джерело?].
Ця версія пояснює спорідненість «Олег» із скороченою формою імені «Алік», «Аля»[джерело?], хоча тут очевидніший зв'язок із редуковною російською вимовою ненеголошеного «о».

## Історія
Незважаючи на те, що Олег Брянський (у хрещенні Леонтій, у чернецтві Василій) був канонізований ще в XIV ст., саме ім'я Олег не вважалося канонічним: на відміну від дохристиянських слов'янських імен руських князів Бориса і Гліба, які стали православними зразу після канонізації князів Бориса і Гліба (у хрещенні Романа і Давида). У Російській імперії воно повернулося до вжитку тільки наприкінці XIX ст., пов'язане зі зростанням інтересу до давньоруської історії. Олегом назвали одного з синів великого князя Костянтина Костянтиновича.